# Achterathsfeld
Achterathsfeld ist einer von sechs Ortsteilen von Kapellen, einem Stadtteil der nordrhein-westfälischen Großstadt Moers im Kreis Wesel. Der Ort, der im südwestlichen Bereich der Stadt Moers liegt, ist flächenmäßig der kleinste Wohnplatz in Moers und hat mit 2.354 Einwohnern relativ viele Bewohner. Mit einem Anstieg der Bevölkerungszahl von 2014 zu 2015 um 21,6 % lag der Anstieg deutlich über dem Durchschnitt mit 4,3 % für den gleichen Zeitraum in Moers.

## Lage

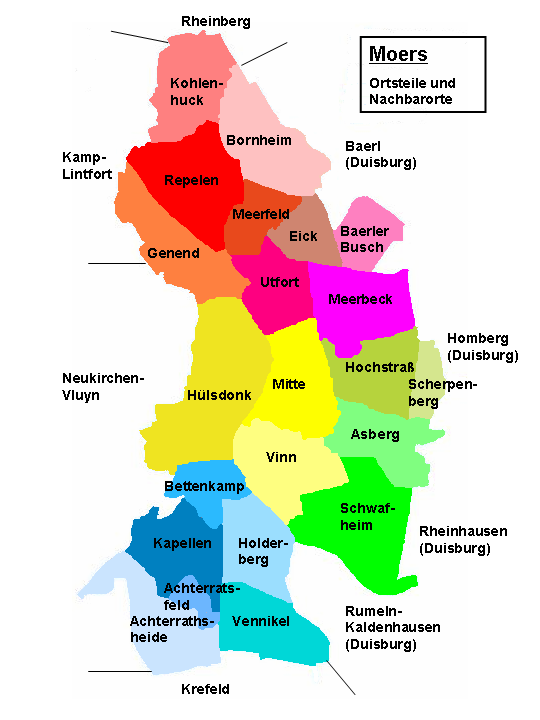
Wohnplätze von Moers; Achterathsfeld liegt im südwestlichen Bereich von Moers

Bis auf den Süden, wo Achterathsheide liegt, ist der Ortbereich weitgehend von Kapellen-Mitte umgeben. Lediglich im Südosten hat Achterathsfeld einen kleinen Grenzbereich mit Vennikel. 

## Geschichte
Eine Gemeinde oder Bauerschaft war der aktuelle Ortsbereich ursprünglich nicht, so dass keine älteren Veröffentlichungen für den aktuellen Wohnplatz vorliegen. Das Gebiet lag in der Gemarkung Achterathsheide und gehörte zu Kapellen. In einem Orts- und Siedlungsverzeichnis von 1901 wurde Achterathsfeld im Gegensatz zu Achterathsheide nicht angeführt.
Zur urbanen Entwicklung von Achterathsfeld kam es nach den 1950er Jahren. Von 1954 bis 1955 wurde südlich des aktuellen Siedlungsgebietes der Schacht 3 der Zeche Niederberg abgeteuft. Durch den Kohlebergbau stieg der Bedarf an Arbeitskräften im Bereich von Kapellen erheblich an. Hierdurch kam es in diesem Gebiet zu einem starken Zuzug von Personen, die neben Kapellen-Mitte auch in Achterathsfeld siedelten, was zur urbanen Entwicklung dieses Bereiches führte. 

## Sehenswürdigkeiten
In der Liste der Baudenkmäler in Moers ist für Achterathsfeld kein Baudenkmal aufgeführt.